# PR-567
Rodovia PR-567
A Rodovia PR-567 é uma rodovia estadual localizada no estado do Paraná, Brasil. Com uma extensão de aproximadamente 35,52 quilômetros, a via conecta os municípios de Cianorte, no Noroeste, e Araruna, no Centro-Oeste do estado. Ela também atravessa o distrito de São Lourenço, onde se liga à PR-323, uma importante rota para o transporte de mercadorias e para a mobilidade da população local.
A rodovia tem grande relevância econômica, especialmente para o escoamento da produção agrícola da região, incluindo culturas como soja, milho, mandioca e cana-de-açúcar. Além disso, é uma via essencial para interligar comunidades e apoiar o desenvolvimento regional.
Nos últimos anos, a PR-567 passou por obras de conservação e melhorias, realizadas pelo Departamento de Estradas de Rodagem do Paraná (DER/PR), com o objetivo de aumentar a segurança e a eficiência do tráfego.

## Denominação
- Rodovia Bento Fernandes Dias, em toda a sua extensão, de acordo com a Lei Estadual 8.337 de 11/07/1986.[1]

## Trechos da Rodovia
A rodovia possui uma extensão total de aproximadamente 35,5 km, podendo ser dividida em 2 trechos, conforme listados a seguir:
| Ponto de referência                           | Extensão do trecho | Extensão acumulada | Situação    |
| --------------------------------------------- | ------------------ | ------------------ | ----------- |
| Entroncamento PR-558 (Araruna)                | ---                | 0 km               | ---         |
| Localidade de São Lourenço                    | 15,1 km            | 15,1 km            | Pavimentado |
| Entroncamento PR-323 (território de Cianorte) | 20,4 km            | 35,5 km            | Pavimentado |

Extensão pavimentada: 35,5 km (100,00%)
Extensão duplicada: 0,0 km (0,00%)